# Burnout: Paradise
Burnout Paradise – komputerowa gra wyścigowa wyprodukowana przez Criterion Games i wydana w 2008 roku przez Electronic Arts. Jest to szósta część serii gier wyścigowych Burnout.

## Produkcja
Po raz pierwszy o grze usłyszano w sierpniu 2006 roku, kiedy Electronic Arts podało, że planowany jest Burnout 5 na konsole Xbox 360 oraz PlayStation 3. Wtedy jednak nie podano żadnych konkretnych informacji na temat gry. Pierwsze informacje i grafiki pokazał w październiku tego samego roku magazyn „Official U.S. PlayStation Magazine”. Wtedy też ujawniono, że w nowym dziele studia Criterion znajdzie się tryb swobodnej jazdy po mieście (miasto nazwano Paradise City), pokazano także jego mapę i pierwsze crash testy.
Potem o Burnoucie zrobiło się cicho aż do 30 kwietnia 2007 roku. Wtedy ujawniono oficjalną nazwę gry: Burnout Paradise. Po około miesiącu od nadania oficjalnego tytułu w Internecie zaczęły się pokazywać zrzuty ekranu prosto z gry. Po około miesiącu udostępniony został pierwszy teaser, tu też pokazano pierwsze logo oraz kilka samochodów. Więcej informacji pojawiło się dopiero podczas targów E3 (Electronic Entertainment Expo), gdzie zaprezentowano pierwszą grywalną wersję gry. Gra otrzymała nagrodę "Best of E3" w kategorii najlepsza gra wyścigowa 2007 roku. Po zakończeniu targów pojawiało się coraz więcej zapowiedzi oraz różnorodnych informacji wraz ze zrzutami ekranu. W grudniu ruszyło demo gry wraz z w pełni działającym trybem multiplayer. Duży rozmach zyskał tzw. „Car Week” zorganizowany przez amerykański serwis IGN. Przez okrągły tydzień prezentowano nowe zrzuty ekranu, informacje i zwiastuny ukazujące nowe wozy w akcji.
Dnia 13 grudnia 2007 roku w systemach Xbox Live i PlayStation Network pojawiła się grywalna wersja demonstracyjna gry. Oferowała ona tryb gry wieloosobowej (do 4 graczy) oraz jednoosobowej. W demie znajdował się tylko jeden samochód i 3 misje do wykonania: Race, Stunt Run oraz Burning Route. Od Kwietnia 2008 roku do Czerwca 2009 pojawiały się aktualizacje zmieniające rozgrywkę a także interfejs gry. W tym okresie pojawiło się 9 zupełnie darmowych usprawnień a także 7 płatnych dodatków.

### The Ultimate Box
Burnout Paradise: The Ultimate Box jest rozszerzoną edycją Burnout: Paradise zapowiedzianą 31 października 2008 roku, oraz wydana 3 lutego 2009 roku która zawiera kilka usprawnień, takich jak zmiana pory dnia, tryb Party czy motocykle. Nie ma w niej jednak późniejszych dodatków, czyli Burnout Paradise: Big Surf Island i dodatkowych samochodów, niemożliwe jest też wpisanie kodu promocyjnego. Instalacja Fanowskiej modyfikacji o nazwie Vanity Pack udostępnia zawartość Island i samochody „sponsorskie”.

### Remastered
W 2018 roku została wydana wersja Remastered z zaimplementowanymi nowymi teksturami w wyższej rozdzielczości. Gra została ponownie wydana na komputery osobiste z systemem Windows, Xbox One, PlayStation 4 oraz na Nintendo Switch. Gra posiadała wszystkie dodatki z wersji Ultimate Box wydanych na Xbox 360 oraz PlayStation 3 wraz z Big Surf Island, wydanym również na komputerach. Była to premiera dodatku na komputerach osobistych. Gra otrzymała wsparcie serwerów. W tej reedycji nie zaszły żadne zmiany gameplay'owe a jedynie poprawa rozdzielczości niektórych tekstur. Ta wersja gry wycina dwa utwory z oryginalnej ścieżki dźwiękowej, są nimi Never Heard of It – „Finger on the Trigger” oraz Showing off to Thieves – „Everyone Has Their Secrets”

## Ścieżka dźwiękowa
- Adam & The Ants – „Stand & Deliver”
- Agent Blue – „Snowhill”
- Airbourne – „Too Much, Too Young, Too Fast”
- Alice in Chains – „Would?”
- Army of Me – „Going through Changes”
- Avril Lavigne – „Girlfriend”
- Brand New – „The Archers Bows Have Broken”
- Brain Failure – „Coming Down To Beijing”
- Bromheads Jacket – „Fight Music for the Fight”
- B’z – „Friction”
- Depeche Mode – „Route 66 (Beatmasters Mix)”
- Faith No More – „Epic”
- Guns N’ Roses – „Paradise City”
- Innerpartysystem – „The Heart of Fire”
- Jane’s Addiction – "Stop!"
- Jimmy Eat World – „Electable (Give It Up)”
- Junkie XL – „Cities in Dust (Glimmers Remix)”
- Jupiter One – „Fire Away”
- Kerli – „Creepshow”
- Killswitch Engage – „My Curse”
- LCD Soundsystem – „Us v Them”
- Make Good Your Escape – „Beautiful Ruin”
- Maxeen – „Block Out the World”
- Mexicolas – „Come Clean”
- N.E.R.D – „Rockstar (Jason Nevins Remix)”
- Never Heard of It – „Finger on the Trigger” (Wycięte w Remastered)
- Operator – „Nothing To Lose”
- Permanent Me – „Until You Leave”
- Saosin – „Collapse”
- Seether – „Fake It”
- Senses Fail – „Calling All Cars”
- Showing off to Thieves – „Everyone Has Their Secrets” (Wycięte w Remastered)
- Płyta z grą Burnout: Paradise przeznaczona na konsolę PlayStation 3Skybombers – „It Goes Off”
- Soundgarden – „Rusty Cage”
- Sugarcult – „Dead Living”
- Swervedriver – „Duel”

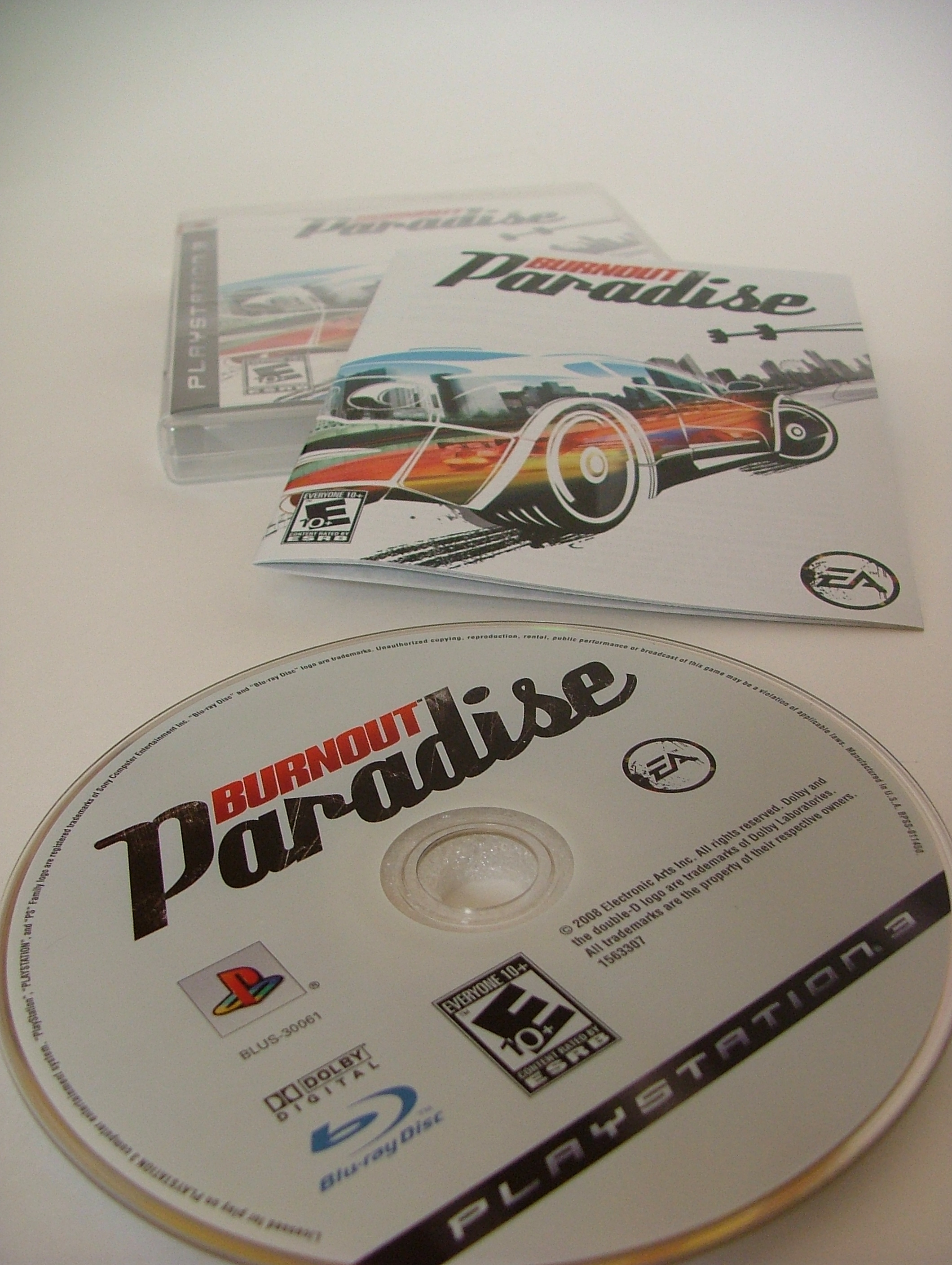
Płyta z grą Burnout: Paradise przeznaczona na konsolę PlayStation 3

- The Photo Atlas – „Red Orange Yellow”
- The Pigeon Detectives – „I’m Not Sorry”
- The Styles – „Glitter Hits (J.J. Puig Mix)”
- Twisted Sister – „I Wanna Rock”